# Демофил (древнегреческий историк)
Демофил (др.-греч. Δημόφιλος) — древнегреческий историк IV века до н. э.
Живший в эпоху Александра Македонского Демофил был сыном историка Эфора Кимского. Он продолжил сочинение отца по всеобщей истории Греции. Демофилу принадлежит сохранившаяся во фрагментах 30-я книга этого труда. Согласно Диодору Сицилийскому, в ней повествовалось о событиях Третьей Священной войны, начиная со времени захвата и разграбления храма в Дельфах Филомелом.